# Энди Блюман
Андре́й Кома́тович (Andrej Komatovič), известный под псевдонимом Andy Blueman — музыкальный продюсер и композитор, пишущий треки в стиле аплифтинг транс, его нововведение в этот стиль составило включение в композицию элементов классической музыки и оркестра.

## Биография / Карьера
Андрей Коматович родился 4 сентября 1982 года в Словении. Впервые открыл для себя мир транс музыки в 1997 году, когда купил CD называющийся Dream Dance. После этого его интерес к трансу очень сильно возрос. В начале 2001 года Энди начал первые пробы в роли продюсера.
Энди пробовал себя в различных направлениях музыки, таких как : Ambient, Chill Out, Film music, Melodic, Progressive Trance. Но сейчас Энди целиком и полностью посвятил себя аплифтинг-трансу.
2007 год стал переломным в карьере Энди Блюмана. Он вступил в ряды нового, молодого лейбла — Perceptive Recordings, первым синглом которого стала композиция Nyctalopia — первый официальный релиз Энди Блюмана. Второй релиз Time To Rest включал в себя ставший популярным ремикс Даниеля Канди, а оригинальная композиция (в специальной «гитарной» версии) попала в 2008 году в ежегодную компиляцию Армина ван Бюрена A State of Trance.
Начало 2009 года ознаменовалось выпуском первого EP Sea Tides. Помимо трех оригинальных композиций (Sea Tides, Neverland и Everlasting) в этот мини-альбом были включены их переработки, заключающиеся в ещё большей энергичности и мелодичности. В течение года Энди выпустил несколько успешных ремиксов на разных артистов, а также одну, не менее успешную, совместную работу с Reconceal «The World To Come». Наиболее успешным был признан ремикс на трек Robert’а Nickson’а — «Circles», который сумел попасть (опять же в специальной «гитарной» версии) в ежегодную компиляцию Армина ван Бюрена «A State Of Trance». Чуть позже Энди выпускает полностью переработанную версию трека Армина ван Бюрена «Tuvan», выпущенную под псевдонимом «Gaia». С этого момента Энди, в среде поклонников жанра аплифтинг-транса, считается «богом аплифта» наряду с Даниэлем Канди и другими успешными ремиксерами и продюсерами.
Конец 2009 г. и начало 2010 г. ознаменовались выпуском 2-х ремиксов (Adam Nickey — In Motion и Nery — Redawn) которые были плохо приняты в среде трансеров, так как в них отсутствовала знаменитая «блюменовская» энергичность, мелодичность и насыщенность трека. Но чуть позже Энди реабилитируется выпустив великолепный ремикс на трек норвежского продюсера Afternova «Serenity». Сингл включал в себя также специальную оркестровую версию ремикса Энди Блюмана. Также, чуть позже, был выпущен ремикс на трек «Motionchild & Will Holland feat Tiff Lacey — Arctic Kiss». Ремикс уникален тем что это первая работа Энди с вокалом, получилось впрочем стандартно — энергия, мелодия, бешено-красивый ритм, волшебные переливы и великолепный вокал Тифф Лэйси в «брейк-дауне», одной из лучших транс-вокалисток. Также в сингл была включена инструментальная версия ремикса.
В настоящее время Энди выпустил свой пятый по счету релиз — «Florescence». Сингл вышел 19 июля на «родном» для Энди лейбле «Perceptive Recordings». Так же он попал в ротацию шоу A State Of Trance.

## Дискография

### EP
- Andy Blueman — Sea Tides EP (2009) [Perceptive Recordings / PR015]
  - Sea Tides (Original Mix)
  - Neverland (Original Mix)
  - Everlasting (Original Mix)
  - Sea Tides (Energetic Mix)
  - Neverland (Energetic Mix)
  - Everlasting (Emotional Mix)

### Синглы
- Andy Blueman — Nyctalopia (2007) [Perceptive Recordings / PR001]
  - Nyctalopia (Original Mix)
  - Nyctalopia (Club Mix)
  - Nyctalopia (Onova Remix)
  - Nyctalopia (Will B Remix)
- Andy Blueman — Time To Rest (2008) [Perceptive Recordings / PR002]
  - Time To Rest (Original Mix)
  - Time To Rest (Mystery Islands Remix)
  - Time To Rest (Extended Mix)
  - Time To Rest (Daniel Kandi Bangin' Mix)
- Reconceal & Andy Blueman — The World To Come (2009) [Perceptive Recordings / PR020]
  - The World To Come (Reconceal Mix)
  - The World To Come (Andy Blueman Mix)
  - The World To Come (Onova Remix)
  - The World To Come (Alex Pich Remix)
- Andy Blueman — Florescence (2010) [Perceptive Recordings / PR030]
  - Florescence (Original Mix)
  - Florescence (Intro Mix)
  - Florescence (Epic Mix)
  - Florescence (Emotional Mix)
- Andy Blueman — Time To Rest 2011 (2011) [Perceptive Recordings / PR002R]
  - Time To Rest 2011 (Original Mix)
  - Time To Rest 2011 (Karl G Remix)
  - Time To Rest 2011 (JPS Remix)
- Andy Blueman — Away From The Sun (2011) [TBA]
  - Away From The Sun (Original Mix)
  - Away From The Sun (Intro Mix)

### Ремиксы
- Robert Nickson — Circles (Andy Blueman Remix) (2009) [A State Of Trance / Armada Music]
- Waterspark — Lego (Andy Blueman Remix) (2009) [Nu-Depth Recordings]
- Ferry Tayle & Static Blue — L’Acrobat (Andy Blueman Remix)(2009) [Enhanced Recordings]
- Armin van Buuren pres. Gaia — Tuvan (Andy Blueman Remix) (2009) [Armind]
- Adam Nickey — In Motion (Andy Blueman Remix) (2009) [Anjunabeats]
- Nery — Redawn (Andy Blueman Remix) (2010) [Blue Soho Recordings]
- Afternova — Serenity (Andy Blueman Remix / Andy Blueman Orchestral Mix) (2010) [Abora Recordings]
- Motionchild & Will Holland feat. Tiff Lacey — Arctic Kiss (Andy Blueman Remix / Andy Blueman Instrumental Remix) (2010) [Enhanced Recordings]
- DNS Project feat. Johanna — Timestep (Andy Blueman Vocal Mix / Andy Blueman Dub Mix) (2010) [AVA Blue / Armada Music]
- Neal Scarborough — Kanya (Andy Blueman Remix) (2010) [Subculture / Armada Music]
- SoundLift — Horizonte (Andy Blueman Remix / Andy Blueman Intro Mix) (2010) [Blue Soho Recordings]

### Невыпущенный материал / Неизданные официально

#### Ремиксы
- Chicane — Offshore (Andy B 2005 Remix)
- Enya — Smaointe (Andy B Remix)
- Insigma — Open Your Eyes (Andy B 2003 Remix)
- Airbase — Roots (Andy Blueman Remix) (2008)

#### Композиции и альбом
- Andy Blueman vs. RAVE-n — Untitled
- Andy Blueman — Oceans Of Life
- Andy Blueman — Snowflakes
- Andy Blueman — Stargate
- Andy Blueman — Angels Of Heaven
- Andy Blueman — Riding Through The Morning Mist

Trance Album
1. Andy Blueman — For Always (intro) [1:34]
2. Andy Blueman — Solar System [7:49]
3. Andy Blueman — Beat of Our Hearts [8:50]
4. Andy Blueman — Reflections [5:39]
5. Andy Blueman vs. Proximus — Cydonia [6:41]
6. Andy Blueman — Underwater Moment (Break) [3:20]
7. Andy Blueman — Porque Pas [7:27]
8. Andy Blueman — Cloudland [5:44]
9. Andy Blueman — Beyond Clouds [5:21]
10. Andy Blueman — Imagination [10:12]
11. Andy Blueman — Moment Of Your Life [8:32]
12. Andy Blueman — Underwater Symphony (Outro) [3:20]